# Auchy-les-Mines
Auchy-les-Mines – miejscowość i gmina we Francji, w regionie Hauts-de-France, w departamencie Pas-de-Calais.
Według danych na rok 1990 gminę zamieszkiwało 4076 osób, a gęstość zaludnienia wynosiła 799 osób/km² (wśród 1549 gmin regionu Nord-Pas-de-Calais Auchy-les-Mines plasuje się na 219. miejscu pod względem liczby ludności, natomiast pod względem powierzchni na miejscu 671.).